# Pauluskirche (Essen)

Pauluskirche in Essen vor 1902

Innenraum der Pauluskirche vor 1902

Die Pauluskirche im Essener Stadtkern war ein 1866 bis 1872 im neugotischen Stil errichteter evangelischer Kirchenbau, der im Zweiten Weltkrieg zerstört und dessen Reste in den 1950er Jahren abgerissen wurden.

## Geschichte

### Vorgeschichte
Die evangelische Gemeinde von Essen nutzte seit 1563 die Marktkirche. Deren Räumlichkeiten reichten jedoch durch starke Einwanderungen von Arbeitern für den aufstrebenden Steinkohlenbergbau und die expandierende Krupp-Gussstahlfabrik während der Zeit der Industrialisierung im Ruhrgebiet nicht mehr aus. So wurde 1863, anlässlich des 300. Jubiläums der Einführung der Reformation in Essen, der Bau der Pauluskirche als zweite evangelische Kirche beschlossen, der 1896 die Kreuzeskirche als dritte Kirche folgte.

### Bauzeit
Aus dem 1864 durchgeführten Architektur-Wettbewerb zum Neubau der evangelischen Pauluskirche mit Pfarrhaus, unter dessen Preisrichtern sich auch der Architekt Conrad Wilhelm Hase und der Kölner Dombaumeister Richard Voigtel befanden, ging 1865 der Entwurf des Essener Architekten Julius Flügge als Sieger hervor. 
Die Grundsteinlegung des Backsteinbaus fand am 26. April 1866 statt. Die Baukosten waren zunächst mit 85.000 Talern veranschlagt worden, beliefen sich schließlich jedoch auf rund 144.000 Taler. Die Ausführung des Baus oblag dem Düsseldorfer Regierungsbaurat Carl Albert Krüger. Da die Errichtung in die Zeit zweier deutscher Einigungskriege fiel, dem Deutschen Krieg 1866 und dem Deutsch-Französischen Krieg 1870 bis 1871, musste der Bau mehrfach unterbrochen werden. Die Arbeiten wurden überwiegend durch das Großunternehmen Funke & Schürenberg ausgeführt. 1871 war die etwa 1500 Plätze bietende Pauluskirche schließlich fertiggestellt. Am 28. Februar 1872 erfolgte die feierliche Einweihung. Sie begann um sieben Uhr mit dem einstündigen Glockengeläut der neuen Kirche. Um acht Uhr ertönten Posaunenklänge vom Kirchturm. Eine Stunde später folgte ein Festzug von der Marktkirche zur neuen Kirche. Im Hotel Sauer fand mittags ein Festessen statt.

### Architektur
Das dreischiffige Kirchengebäude war ein neugotischer Backsteinbau, dessen Langhaus 5-jochig ausgeführt war. Beide Seitenschiffe besaßen je eine Empore. Am östlichen Ende befand sich der Chor. Der in der Mittelachse gegenüberliegende Glockenturm war von zwei Treppenhäusern flankiert. Die von Beginn an vorhandene Orgel befand sich im Turm auf einer Empore.
Über dem Portal der Pauluskirche war eine Statue des Apostels Paulus angebracht, die von G. A. Waldthausen stammte. Die Glocken stifteten der Industrielle und Unternehmer Friedrich Grillo und seine Ehefrau. Die Inschrift auf der ersten, 1363 Kilogramm schweren Glocke lautete daher: Friedrich Grillo und Wilhelmine Grillo geb. v. Born schenkten dies Geläute 1871. Ehre ihrem Andenken. Den Altar stiftete der Verein der Frauen und Jungfrauen. Des Weiteren schenkten Essener Familien die silbernen Altargegenstände und die Kirchenfenster.
Aufgrund des Steinkohlenbergbaus in Essen erlitt der Kirchbau von Beginn an Bergschäden. Instandsetzungen aus dem Jahr 1878 hielten der anhaltenden Bodenbewegung nicht stand. Die damit beauftragten Architekten Julius Flügge und Carl Nordmann sprachen sich in einem Gutachten vom 31. März 1892 für sofortige und umfassende Reparaturen aus. Diese Arbeiten, denen einige neugotische Elemente zum Opfer fielen, fanden in den Jahren 1894/95 statt, wozu neben dem Kirchbau selbst auch die Innenausstattung gehörte. Diese Arbeiten kosteten rund 20.000 Mark.

### Besonderheiten
Die evangelische Gemeinde Essen-Altstadt räumte der altkatholischen Gemeinde die Mitnutzung der Pauluskirche als Gottesdienststätte von November 1873 bis 1876 ein. Nachdem die baufällige Kirche St. Johann Baptist im April 1882 vorübergehend geschlossen worden war, erhielten die Altkatholiken erneut bis November 1887 ein Gastrecht in der Pauluskirche. 1916 wurde mit der Altkatholischen Friedenskirche ihr eigener Kirchbau in Essen fertiggestellt.
Kaiser Wilhelm II. nahm am 2. September 1877 an einem Gottesdienst in der Pauluskirche teil. Nach Ankunft in der Krupp-Gussstahlfabrik wurde er um neun Uhr an der Pauluskirche von den Pastoren Karl Gottlieb Wächtler (* 13. April 1814, † 10. Juli 1894), Jonghaus und Johann Heinrich Lenssen (* 8. Oktober 1832; † 6. August 1893) empfangen. Zu seinem Gefolge zählten unter anderem der Generalfeldmarschall Edwin von Manteuffel und der  Generalfeldmarschall Graf von Moltke sowie Friedrich Alfred Krupp und Oberbürgermeister Gustav Hache. Nach dem Gottesdienst wurden die Krupp-Werke besichtigt.
Einer der Presbyter der Paulusgemeinde bis zur Auflösung des Presbyteriums durch die Nationalsozialisten 1934 war Gustav Heinemann.

### Zerstörung im Zweiten Weltkrieg
Im Oktober 1944 wurde die Pauluskirche durch Luftangriffe der Alliierten bis auf den Turm zerstört, die Reste des Kirchenschiffes wurden 1953 abgetragen, der Turm am 21. September 1958 gesprengt.
An der Stelle der Pauluskirche wurde 1962 bis 1965 das Haus der Evangelischen Kirche errichtet, das 2008/2009 zu einem Geschäftshaus, dem sogenannten Kennedy Tower, umgebaut wurde. Zwischen 1957 und 1959 wurde als Ersatz für die Pauluskirche im Stadtkern die Neue Pauluskirche in Essen-Huttrop errichtet, die im Dezember 2007 entwidmet wurde.